# Управна зграда „УНИПРОМА” у Новом Пазару
43° 08′ 30″ С; 20° 31′ 06″ И / 43.1416005° С; 20.5182529° И
Управна зграда „УНИПРОМА“ у Новом Пазару, познатија као Кућа Чавића, је прва модерна зграда саграђена у Новом Пазару. Представља прву кућу у овом граду зидану циглом и покривену црепом. Сазидана је 1911. године, а 1990. проглашена је за споменик културе и непокретно културно добро. Налази се у самом центру Новог Пазара, у улици Стевана Немање, преко пута Житног трга, и више од 100 година представља симбол Новог Пазара.

## Историја
У самом центру Новог Пазара, на почетку некадашњег Ејуп-беговог сокака који је почињао на месту данашњег Културног центра Нови Пазар, непосредно иза Ејуп-бегове џамије која је срушена 1959. године, налазила се стара кућа чувене и богате беговске породице Чавић. Браћа Чавић, Шахсувар-бег (1878–1935) и Шемси-бег Чавић (1892-1973), приликом једне посете Солуну, видели су једну стамбену зграду која им се веома допала и одлучили су да и себи у Новом Пазару изграде исту такву троспратницу за становање, односно зграду близнакињу. Ову нову кућу изградили су на месту старе. Наравно, за почетак срушили су своју стару кућу и на њеном мјесту почели градњу нове куће. За изградњу ове монументалне троспратнице браћа су ангажовала архитекту и мајсторе из Солуна, уз помоћ домаћих радника из Новог Пазара. Изградња куће плаћена је златом, према предању – ћупом злата. Кућа Чавића није ни по чему личила на дотадашње беговске куће у оријенталном стилу.
Иако је изграђена за становање, ова троспратница никада није послужила за ту сврху. Већ после Првог балканског рата у кући Чавића смјештен је штаб Ибарске дивизијске области. По уласку аустроугарске војске у Нови Пазар, 20. новембра 1915. године, у кућу се смешта штаб Крајскоманде (Окужне команде), који ту остаје готово до краја Првог светског рата. Када се српска војска вратила у Нови Пазар, уЧавића кућу смешта се Обласни штаб српске војске. Од јула 1920. године Чавићи су дали своју кућу под закуп за потребе новопазарске гимназије. 
По завршетку Другог светског рата кућа Чавића је национализована и у њу је смештена основна школа. Док су у кући биле смештене школе, на врху је било постављено школско звоно. Због тога ју је народ прозвао “Чавићка звонара”. Од 60-их година 20. века она је постала седиште Трговинског предузећа „Слобода”, које је касније названо „Унипром”.
Када је ово предузеће, као и многа друга друштвена предузећа, пропало и после доношења закона о реституцији, наследници браће Чавић покренули су судски поступак за повраћај имовине. Суд је 2005. године одлучио да се имовина подели Шахсувар-беговим и Шемси-беговим потомцима, на две једнаке половине. Међутим, у међувремену се појавило још десетине наследника на које је кућа укњижена у катастар. Због ове ситуације кућа се налази у врло запуштеном стању. Иако је проглашена културним добром под заштитом државе, она систематски пропада. Постоји предлог да Град Нови Пазар откупи кућу и у њој смести културне установе, чиме би се овај споменик културе сачувао за будуће генерације.

### Предање о „уклетој близнакињи”
У Новом Пазару живи предање о “уклетом близнакињи”,  односно о проклетству које прати кућу Чавића. Према овом предању, кућу су проклеле новопазарске жене због наводне намере браће Чавић да са тераса, преко високих ограда, посматрају туђе жене. Иако нема историјску основу, ова прича додатно доприноси мистици која окружује ову зграду.

### Породица Чавић
Породица Чавић једна је од најчувенијих градских породица у Новом Пазару. Порекло води од Чавића из Сјенице. У историји Санџака међу првим Чавићима помиње се Мустај-бег Чавић, најпознатији предак браће Чавић, који је био командант сјеничке тврђаве крајем 19. и почетком 20. века и 1809. године командовао одбраном Сјенице. Сјенички Чавићи  били су веома богати и имали су своје поседе од Сјенице преко Штавља, Брњице све до Ивањице. У селу Брњици, недалеко од Сјенице, и данас постоји камена кула Чавића.
Мустај-бег је имао једног сина, Ешрефа, који се из Сјенице преселио у Нови Пазар. Ешреф је имао два сина: Амир-бега и Осман-бега. Амир- бег је умро млад, али је иза себе оставио сина Мустај-бега, који има бројне наследнике
Осман-бег Чавић је имао два сина: Шахсувар-бега (1878-1935) и млађега Шемси-бега (1892-1973), данас познату као браћа Чавић. Шахсувар-бег је био биран у Главни одбор Новопазарске општине у времену од завршетка балканских ратова 1913, па све до 1920. године, када га је на политичкој сцени заменио млађи брат Шемси-бег.

## Изглед зграде и покућство
Чавића кућа је грађевина квадратне основе са централним ходником и дрвеним степеништем. Фасаде су обрађене у неокласицистичком стилу и декорисаним стубовима, кордонским и кровним венцима, балустрадама и тимпанонима, као и профилисаним прозорским отворима. Столарија је аутентична, лепо профилисана, већим делом сачувана и у ентеријеру. Познато је да је унутрашњост куће била опремљена скупоценим намештајем, теписима из Солуна, кристалним лустером из Трста, а посуђе је набављано у Стамбола.